# Lenguas kham-magar-chepang
Las lenguas magar-kham-chepang o magárico-chepang, son un grupo filogenético propuesto dentro de las lenguas tibetano-birmanas formado por el kham, el magar y el chepang, habladas en Nepal. Las dos primeras parecen más cercanas entre sí y forman en grupo magárico y el chepang sería algo más distante. Algunos autores clasifican a estas lenguas dentro de un grupo «mahakiranti» que englobaría también a las lenguas kiranti y otras lenguas tibetano-birmanas vecinas. Van Driem (2001) propone que las lenguas magáricas son parientes cercanos de las lenguas mahakiranti pero no parte integrante, mientras que LaPolla (2003) las clasifica dentro de las lenguas rung.
El magar superaba los 840 mil hablantes, el resto de lenguas no llegaban a 150 mil hablantes todas juntas en 2011.

## Comparación léxica
Los numerales en diferentes lenguas kham-magar-chepang son:
| GLOSA | Kham   | Kham             | Kham        | Magar | Chepang  | PROTO- KMCh. |
| GLOSA | Sheshi | Parbate Oriental | PROTO- KHAM | Magar | Chepang  | PROTO- KMCh. |
| ----- | ------ | ---------------- | ----------- | ----- | -------- | ------------ |
| '1'   | tolo   | tubu             | *tə-        | kat   | yāt-joʔ  | *yat *kat    |
| '2'   | ŋjelo  | dʒor             | *nehs       | nɦisŋ | nis-joʔ  | *-nis        |
| '3'   | (tin)  | sohm             | *sohm       | som   | sum-joʔ  | *som         |
| '4'   | (car)  | dʒyih            | *b-zi       | buli  | pləy-joʔ | *b-li        |
| '5'   | (pac)  | (pac)            | *r-ŋa       | baŋa  | poŋa-joʔ | *b-ŋa        |
| '6'   | (cha)  | (cha)            |             | (caŋ) | kruk     | *k-ruk       |
| '7'   | (sat)  | (sat)            |             | (saŋ) | cana     | *ʨ-na        |
| '8'   | (ath)  | (ath)            |             | (aŋ)  | prek     | *b-rek       |
| '9'   | (nau)  | (nau)            |             | (naŋ) | taɡu     | *t-gu        |
| '10'  | (das)  | (das)            |             | (daŋ) | ji       | *dʒi         |
Los números entre paréntesis son préstamos del nepalí u otras lenguas indoarias.